# David Jones (friidrottare)
David Jones, född 11 mars 1940 i Brookmans Park nära Hatfield i Hertfordshire, död 1 juni 2023 på Mallorca, Spanien, var en brittisk friidrottare inom löpning.
Jones blev olympisk bronsmedaljör på 4 x 100 meter vid sommarspelen 1960 i Rom.